# Накашидзе, Илья Петрович
Илья Петрович Накашидзе (груз. ილია პეტრეს ძე ნაკაშიძე, 1866 — 27 мая 1923) — грузинский писатель и общественный деятель.

## Биография
Представитель княжеского рода Накашидзе.
Среднее образование получил в Кутаисской гимназии. В 1886 году окончил гимназию и был зачислен на факультет естественных наук Новороссийского университета. Но вскоре, из-за своих политических взглядов, был вынужден перейти в Санкт-Петербургский университет. По окончании университета в 1895 году вернулся в Тбилиси. Сотрудничал в местной и российской прессе.
Познакомился и стал идейно близок с Львом Толстым. С 1897 года жил в Москве. Помогал Толстому собирать материалы для повести «Хаджи-Мурат».
В 1903 году вернулся в Грузию. Участник революционного движения 1905 года в Грузии (Гурийская республика).
Похоронен в пантеоне Дидубе писателей и общественных деятелей.
Именем Ильи и Нино Накашидзе названа улица в Тбилиси.

## Личная жизнь
Жена — Нино Накашидзе.